# Poráč
Poráč (in ungherese Vereshegy) è un comune della Slovacchia facente parte del distretto di Spišská Nová Ves, nella regione di Košice.